# Commonwealth Games 2002/Ringen
Bei den Commonwealth Games 2002 in Manchester wurden im Ringen in sieben Gewichtsklassen im Freistil Medaillen verliehen.

## Männer Freistil

### Klasse bis 55 kg
| Platz | Land | Athlet            |
| ----- | ---- | ----------------- |
| 1     | IND  | Krishan Kumar     |
| 2     | CAN  | Mikheil Japaridze |
| 3     | RSA  | Shaun Williams    |

### Klasse bis 60 kg
| Platz | Land | Athlet          |
| ----- | ---- | --------------- |
| 1     | CAN  | Guivi Sissaouri |
| 2     | IND  | Shokinder Tomar |
| 3     | NGR  | Tebe Dorgu      |

### Klasse bis 66 kg
| Platz | Land | Athlet       |
| ----- | ---- | ------------ |
| 1     | IND  | Ramesh Kumar |
| 2     | CAN  | Neal Ewers   |
| 3     | NGR  | Fred Jessey  |

### Klasse bis 74 kg
| Platz | Land | Athlet          |
| ----- | ---- | --------------- |
| 1     | CAN  | Daniel Igali    |
| 2     | NGR  | Sunday Opiah    |
| 3     | AUS  | Reinold Ozoline |

### Klasse bis 84 kg
| Platz | Land | Athlet           |
| ----- | ---- | ---------------- |
| 1     | CAN  | Nicholas Ugoalah |
| 2     | IND  | Anuj Kumar       |
| 3     | NGR  | Sinivie Boltic   |

### Klasse bis 96 kg
| Platz | Land | Athlet          |
| ----- | ---- | --------------- |
| 1     | CAN  | Dean Schmeichel |
| 2     | NGR  | Victor Kodei    |
| 3     | IND  | Anil Kumar Man  |

### Klasse bis 120 kg
| Platz | Land | Athlet                 |
| ----- | ---- | ---------------------- |
| 1     | IND  | Palwinder Singh Cheema |
| 2     | CAN  | Eric Kirschner         |
| 3     | PAK  | Mushtaq Rasem Abdullah |